# O Su Yong
O Su Yong (kor. 오수용, ur. 1944) – północnokoreański polityk i czterogwiazdkowy generał (kor. 대장) Koreańskiej Armii Ludowej. Ze względu na przynależność do najważniejszych gremiów politycznych Korei Północnej, uznawany za członka elity władzy KRLD. 

## Kariera
O Su Yong urodził się w 1944 roku. Absolwent Politechniki im. Kim Ch'aeka w Pjongjangu. Niewiele wiadomo na temat kariery urzędniczej i politycznej O Su Yonga przed 1988 rokiem, kiedy to we wrześniu został mianowany pierwszym wicedyrektorem w państwowej Komisji Automatyzacji Przemysłu. W 1994 roku w tej komisji został wicedyrektorem odpowiedzialnym za sprawy produkcji.
Od września 1998 roku wiceminister przemysłu metalurgicznego KRLD. Nieco ponad rok później, w grudniu 1999 objął tekę ministra elektryczności. Ministrem pozostawał do kwietnia 2009 roku (w międzyczasie odnawiając kadencję we wrześniu 2003), gdy został zastąpiony przez Han Kwang Bok. Wtedy także został wicepremierem północnokoreańskiego rządu. Jako wicepremier pracował w rządzie do czerwca 2010 roku. Tuż po odejściu z rządu został szefem prowincjonalnych struktur Partii Pracy Korei w prowincji Hamgyŏng Północny na północnym wschodzie kraju (poprzednik: Hong Sŏk Hyŏng). Funkcję tę pełni do dziś.
Deputowany Najwyższego Zgromadzenia Ludowego KRLD, parlamentu KRLD, począwszy od XI kadencji (tj. od września 2003 roku do dziś). Na mocy postanowień 3. Konferencji Partii Pracy Korei 28 września 2010 roku po raz pierwszy został członkiem Komitetu Centralnego Partii Pracy Korei.
Po śmierci Kim Dzong Ila w grudniu 2011 roku, O Su Yong znalazł się na wysokim, 50. miejscu w 233-osobowym Komitecie Żałobnym. Świadczyło to o formalnej i faktycznej przynależności O Su Yonga do grona kierownictwa politycznego Koreańskiej Republiki Ludowo-Demokratycznej. Według specjalistów, miejsca na listach tego typu określały rangę polityka w hierarchii aparatu władzy.

## Odznaczenia
Odznaczony Orderem Kim Ir Sena (marzec 2007).